# Sandokan
Sandokan je fiktivní pirát a válečník devatenáctého století, který se poprvé objevil roku 1895 v románu Itala Emilia Salgariho Tajemství černé džungle (I Misteri della Jungla Nera). Protagonista jedenácti dobrodružných novel je v Jihočínském moři znám jako Malajský tygr. Pravděpodobnou předlohou románového Sandokana byl Libau Rentap (asi 1810–1870), pirát a válečník z dajáckého kmene Ibanů, který vedl v letech 1843–1861 téměř nepřetržitý boj proti Jamesi Brookeovi a jeho jednotkám; Libau Rentap se proslavil svým heslem Agi idup, agi ngelaban („Dokud žiji, dotud bojuji.“)

## Novely o Sandokanovi

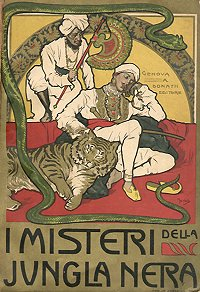
Tajemství černé džungle, obálka italského vydání z roku 1895

Salgari napsal několik novel chronologicky jdoucích po sobě o dobrodružství Sandokana a Portugalce Yaneze, dvou nejznámějších postav, které vytvořil; oba piráty poprvé společně představil v knize Tygři z Mompracemu, kde zobrazil jejich nelítostný boj proti holandským a britským silám, které se je snaží zabít. V následujících románech bojují proti Jamesu Brookeovi, rádžovi Sarawaku, a poté cestují do Indie, kde musí čelit zločinecké bandě oddané bohyni Kálí.

### Tituly novel
- Tajemství černé džungle (I Misteri della Jungla Nera, 1895)
- Malajští piráti (I Pirati della Malesia, 1896)
- Tygři z Mompracemu (Le Tigri di Mompracem, 1900)
- Dva tygři (Le due Tigri, 1904)
- Král moře (Il Re del Mare, 1906)
- Boj o trůn (Alla conquista di un impero, 1907)
- Sandokanovo povstání (Sandokan alla riscossa, 1907)
- Návrat na Mompracem (La riconquista del Mompracem, 1908)
- Falešný brahman (Il Bramino dell'Assam, 1911)
- Pád trůnu (La caduta di un impero, 1911)
- Yanezova odplata (La rivincita di Yanez, 1913)

Poslední dva tituly byly vydány po smrti Salgariho.
Série se dočkala dalších pokračování od různých italských spisovatelů; nejznámějším z nich je Luigi Motta, který napsal o Sandokanovi dalších pět románů, např. Malajský tygr (La tigre della Malesia, 1927). Mezi další autory patří Emilio Fancelli a syn Salgariho Omar.

## Filmová a televizní zpracování

### Filmová zpracování
- Piráti z Malajsie (1941, I pirati della Malesia), v hlavní roli Luigi Pavese
- Dva tygři (1941, Le due tigri), v hlavní roli Luigi Pavese
- Sandokan opět v akci (1963, Sandokan, la tigre di Mompracem), v hlavní roli Steve Reeves
- Dobrodružství v Malajsii (1964, I pirati della Malesia), v hlavní roli Steve Reeves
- Sandokan alla riscossa (1964), v hlavní roli Ray Danton
- Sandokan versus leopard ze Sarawaku (1964, Sandokan contro il leopardo di Sarawak), v hlavní roli Ray Danton
- Tygr z Mompracemu (1970, Le Tigri di Mompracem), v hlavní roli Ivan Rassimov

### Televizní seriály
V roce 1976 se indický herec Kabir Bedi představil poprvé v Sandokanovi, šestidílném seriálu pro televizi Rai a European television. Carole André hrála Lady Mariannu Guillonkovou (tzv. Perla z Labuanu), kterou Sandokan miluje, Philippe Leroy hrál Sandokanova přítele a poručíka Yaneze de Gomera. V roli hlavního nepřítele – Jamese Brookeho – se představil Adolfo Celi.
Série měla další pokračování, zde jsou uvedeny všechny její části.
- Sandokan (1976), v hlavní roli Kabir Bedi.
- Sandokan se vrací (1977, Sandokan alla riscossa), v hlavní roli Kabir Bedi
- Sandokan se vrací (1996, Il ritorno di Sandokan), v hlavní roli Kabir Bedi
- Sandokanův syn (1999, Il figlio di Sandokan), v hlavní roli Kabir Bedi a Marco Bonini jako Sandokanův syn

### Animované seriály
Sandokan jako animovaný seriál byl poprvé představen roku 1992 španělskou televizní společností BRB International a britskou společností Channel 4. Dětský animovaný seriál byl vytvořen na základě Salgariho novel. V seriálu je Sandokan (jako antropomorfizovaný tygr) princ, který cestuje po moři jako pirát a snaží se o znovunavrácení svého zaslouženého postavení Rádže ze Sarawaku. Animovaný film, Sandokan (The Princess and the Pirate: Sandokan the TV Movie), měl premiéru roku 1995.
Další animované seriály vyšly v roce 1998 a byly vysílány italskou televizní společností Italia 1. Seriál byl rozdělen do tří částí: Sandokan, la tigre della Malesia (1998), Sandokan, la tigre ruggisce ancora (2000) a Sandokan, il coraggio della tigre (2004).

## Česká vydání
- Dva tygři, Alois Hynek, Praha 1906, přeložil Jindřich Entlicher,
- Malajský tygr, Josef R. Vilímek, Praha 1933, přeložil Karel Ignác, knihu napsal Luigi Motta, který je zde uveden jako spouautor.
- Tygři z Mompracemu, Mladá fronta, Praha 1973, přeložila Hana Benešová,
- Sandokan 1. – Tygři z Mompracemu, Magnet-Press, Praha 1991, adaptace Alena Jíchová a Eva Stenglová,
- Sandokan 2. – Tajemství černé džungle, Magnet-Press, Praha 1991, adaptace Lada Salavová a Alena Baštová-Mele,
- Sandokan 3. – Malajští piráti, Magnet-Press, Praha 1991, adaptace Alena Jíchová,
- Sandokan 4. – Kněžka bohyně Kálí, Magnet-Press, Praha 1991, adaptace Tomáš Glen, jde o román Dva tygři,
- Sandokan 5. – Záhada podzemního města, Magnet-Press, Praha 1991, adaptace Tomáš Glen, jde o román Luigiho Motty Malajský tygr,
- Sandokan, Albatros, Praha 2000, adaptace Alena Jíchová, Alena Baštová-Mele, Eva Stenglová a Lada Salavová, obsahuje romány Tygři z Mompracemu, Tajemství černé džungle a Malajští piráti.